# ミトリダテス4世 (ポントス)
ミトリダテス4世（ギリシャ語: Μιθριδάτης Δ΄, ラテン文字転写: Mithridates IV）として知られるミトリダテス・フィロパトル・フィラデルフォス（ギリシャ語: Mιθριδάτης ὁ Φιλoπάτωρ Φιλάδελφoς, ラテン文字転写: Mithridates Philopator Philadelphus、? - 紀元前150年頃）は、ポントス王国の王子および第6代の支配者。

## 生涯
ミトリダテス4世は、ペルシア人とマケドニア人の系統だった。彼はミトリダテス3世とラオディケの間に生まれた。
日時は不明であるが、ミトリダテス4世は姉妹のラオディケと結婚した。この夫婦には子供がいなかったと考えられている。